# سوق الورق
سوق الورق مسلسل سوري يروي حكاية افتراضية عن الفساد في الجامعات، ويتطرق إلى معاناة بعض الطلاب مع أساتذة فاسدين، كما يدخل في تفاصيل حياة بعضهم، وعلاقاتهم الخاصة بأسرهم وبالآخرين.

## طاقم العمل
- إخراج: أحمد إبراهيم أحمد
- سيناريو: آراء الجرماني

### بطولة
- سلوم حداد. مرح جبر. باسل خياط. نضال نجم. مكسيم خليل. محمد حداقي. نجلاء الخمري. عبد الحكيم قطيفان. يامن حجلي. وائل أبو غزالة. رغد مخلوف. معتصم النهار. علا باشا. هلا يماني. باسل حيدر. فوزي بشارة. سعد لوستان. إيمان عب العزيز.
- تاريخ العرض: 01-08-2011

## قصة المسلسل
مدير الجامعة الفاسد “أبو حسام” سلوم حداد، وهو متورط في الفساد وأب لشاب وفتاة، ومتزوج من سيدة مرح جبر، تتذمر من استمرار حياتها معه، وتعيش بحرية، وتقيم علاقة مع صديق زوجها ومع آخرين؟! 
أما الدكتور عصام الأستاذ في الجامعة عبد الحكيم قطيفان، بشهادته المزورة، وهو يمثل حالة فساد صارخة، حيث ينغمس في علاقات نسائية متعددة.
فساد وخيانة أستاذ بقسم اللغة الإنجليزية نضال نجم، وهو نزيه يواجه الفاسدين ويتصدى لهم. 
ويبرز من بين طلاب الجامعة المظلومين "مختار” باسل خياط، الطالب في السنة الأخيرة، والذي رسب خمس مرات في مادة واحدة ما يمنعه من التخرج ونيل الشهادة الجامعية، بسبب موقف كيدي من أستاذ المادة، وهو ما يجعله مضطراً للعمل في “مصبغة” لسد حاجاته المادية، بينما يشن عبر مواقع التواصل الاجتماعي حملة على الفساد في الجامعة.
أما الفنان مكسيم خليل، فيلعب دور طالب جامعي يعاني معاناة شديدة بسبب مدير الجامعة الفاسد «أبو حسام» سلوم حداد.
وإضافة إلى هذه النماذج من الظالمين والمظلومين، ومن الفاسدين وضحايا الفساد، فإن “سوق الورق” يسلط الضوء على الخيانة الزوجية ومشكلات الشباب السوري، وممارسات بعض أبناء المسؤولين، كما يرصد العلاقات بين مجموعة من طلاب الجامعة، وعلاقاتهم بأسرهم، فضلاً عن اقتحامه لعالم العلاقات بين أساتذة الجامعة بعضهم مع بعض، بحيث يعكس أجواء إدارة الجامعة، كشريحة من المجتمع السوري.
.

## استقبال الجمهور
كان الاحتجاج الأول وبداية الضجة الكبرى من جامعة دمشق التي بادرت ـ وبعد عرض الحلقة الرابعة على قناة سوريا دراما وقناة الدنيا السوريتين ـ إلى المطالبة بوقف عرض المسلسل. 
ثم اتسعت دائرة الاحتجاج فشملت جامعة دمشق وأساتذتها والجامعات السورية الأخرى العامة والخاصة، وانتفض نقيب الأساتذة الجامعيين الدكتور أحمد قنديلي، وقال في تصريح رسمي، إن هذا العمل يسيء لسمعة جامعة دمشق والجامعات السورية التي حققـت نجاحـاً أكاديمياً مرموقاً.

## المؤلف
كاتبة المسلسل آراء الجرماني، وهي تدخل ميدان الكتابة الدرامية لأول مرة، لكن المفارقة هنا أنها تحضّر رسالة لنيل شهادة الدكتوراه من جامعة دمشق تحت عنوان “النقد السيميائي للرواية العربية” .
وقد كان مقرراً أن تقدم رسالتها خلال أيام عرض المسلسل، إلا أن كلية الآداب أحالتها إلى مجلس تأديب، وقررت إيقاف مناقشة رسالتها لنيل شهادة الدكتوراه.
نالت لاحقا في عام 2012 شهادة الدكتوراة من جامعة دمشق ذاتها بعد انتهاء التحقيق معها. تعمل حاليا في جامعة بروكسل الحرة باحثة وأستاذة جامعية.
طبعت رسالتها في الدكتوراة بعنوان: (اتجاهات النقد السيميائي للرواية العربية) من قبل منشورات الاختلاف، ضفاف، ودار أمان، ووصل الكتاب إلى القائمة الطويلة من جائزة الشيخ زايد لكتب النقدعام 2013.
http://www.neelwafurat.com/itempage.aspx?id=lbb217358-191394&search=books
http://germe.ulb.ac.be/users/59/18/AAlJaramani.html
https://www.youtube.com/watch?v=XZYRd4c4bwY&list=PL968XSsEK90o6fZYUfIVKMqnq61y4_4G4